# Aturada cardiorespiratòria
L'aturada cardíaca és quan el cor deixa de bategar de manera sobtada i inesperada. En aturar-se el cor, també s'atura la respiració immediatament després, o abans (causa generalment respiratòria de l'aturada cardíaca), per això es parla també d'aturada cardiorespiratòria.
És una emergència mèdica que, sense intervenció mèdica immediata, provocarà una mort cardíaca sobtada en qüestió de minuts. Es necessiten reanimació cardiopulmonar (RCP) i possiblement desfibril·lació fins que es pugui proporcionar un tractament addicional. L'aturada cardíaca provoca una pèrdua de la consciència ràpida i la respiració pot ser anormal o absent.

## Símptomes
L'aturada cardíaca no va precedida de cap símptoma d'alerta en aproximadament el 50 % de les persones. Per a les persones que experimenten símptomes, els símptomes solen ser inespecífics de l'aturada cardíaca. Aquests símptomes poden presentar-se com la irrupció o l'empitjorament de dolor al pit, fatiga, síncopes, mareig, falta d'alè, debilitat i vòmits.
Quan una persona sospita d'una aturada cardíaca a causa de signes d'inconsciència i respiració anormal, s'ha de suposar que la víctima està en aturada cardíaca i s'ha d'iniciar la RCP. Si un professional sanitari format ho sospita, haurien d'intentar sentir el pols durant 10 segons abans de començar la RCP. A conseqüència de la pèrdua de perfusió cerebral (flux de sang al cervell), la persona perdrà el coneixement ràpidament i pot deixar de respirar. Entre el 10 i el 20% de les persones que van sobreviure a una aturada cardíaca reporten experiències properes a la mort, cosa que demostra un cert nivell de processos cognitius que encara estan actius durant la reanimació.

## Factors de risc
Els factors de risc de l'aturada cardíaca sobtada (SCA) són similars als de la malaltia de l'artèria coronària i inclouen l'edat, el tabaquisme, la pressió arterial alta, el colesterol alt, la manca d'exercici físic, l'obesitat, la diabetis i els antecedents familiars i la miocardiopatia de malalties cardíaques. Un episodi previ d'aturada cardíaca sobtada també augmenta la probabilitat d'episodis futurs. Una anàlisi estadística de molts d'aquests factors de risc va determinar que aproximadament el 50% de totes les aturades cardíaques es produeixen en el 10% de la població percebuda com a major risc a causa del dany agregat de múltiples factors de risc, demostrant que el risc acumulat de múltiples comorbiditats supera la suma de cada risc individualment.
S'ha demostrat que els esdeveniments cardíacs adversos anteriors, la taquicàrdia ventricular no sostinguda (NSVT), el síncope i la hipertròfia ventricular esquerre (HVE) prediuen la mort cardíaca sobtada en nens. Es va trobar que els fumadors de cigarrets amb malaltia de l'artèria coronària tenien un augment de dos a tres vegades en el risc de mort sobtada entre els 30 i els 59 anys. A més, el risc dels antics fumadors era més proper al dels que no havien fumat mai.>
S'ha demostrat que els canvis funcionals del cor com la fracció d'ejecció reduïda o l'arrítmia cardíaca augmenten el risc d'aturada cardíaca i actuen independentment dels factors de risc esmentats anteriorment. Les condicions que produeixen aquests canvis funcionals es poden adquirir després d'una lesió cardíaca prèvia o heretar-se a través de la història familiar de trastorns arítmogènics.

## Causes
Tot i que l'aturada cardíaca pot ser causada per un atac de cor o una insuficiència cardíaca, en el 15 al 25% dels casos hi ha una causa no cardíaca. Algunes persones poden experimentar dolor al pit, dificultat per respirar, nàusees, ritme cardíac elevat i mareig immediatament abans d'entrar en una aturada cardíaca.
La causa més comuna d'aturada cardíaca és un problema cardíac subjacent com la malaltia de l'artèria coronària que disminueix la quantitat de sang oxigenada que subministra el múscul cardíac. Això, al seu torn, danya l'estructura del múscul, que pot alterar la seva funció. Aquests canvis poden, amb el pas del temps, causar fibril·lació ventricular, que sovint precedeix l'aturada cardíaca. Les causes menys freqüents inclouen pèrdua de sang important, falta d'oxigen, potassi molt baix, lesions elèctriques, insuficiència cardíaca, arrítmies cardíaques hereditàries i exercici físic intens. L'aturada cardíaca es diagnostica per la incapacitat de trobar el pols.

## Tractament
La RCP i la desfibril·lació poden revertir una aturada cardíaca, donant lloc al retorn de la circulació espontània, però sense aquesta intervenció, resultarà fatal. En alguns casos, l'aturada cardíaca és un resultat previst de malalties greus on s'espera la mort. El tractament de l'aturada cardíaca inclou la RCP immediata i, si hi ha un ritme de descàrrega, la desfibril·lació. S'han establert dos protocols per a la RCP: suport vital bàsic i suport vital cardíac avançat. Si es restableix el pols, la gestió dirigida de la temperatura, és a dir, l'aplicació d'una hipotèrmia terapèutica lleu, pot millorar els resultats. Els pacients que després de sobreviure a una aturada cardíaca queden en un estat de coma, poden tenir més possibilitats de tenir un resultat neurològic favorable si la seva temperatura corporal es refreda fins a entre 32 i 34 graus centígrads. A més, l'equip assistencial pot iniciar mesures per protegir el pacient de lesions cerebrals i preservar la funció cerebral. En l'atenció posterior a la reanimació, es pot considerar un desfibril·lador cardíac implantable per reduir la possibilitat de mort per recurrència.

## Epidemiologia
Als Estats Units un 61% experimenten una aturada cardíaca fora d'un entorn hospitalari, mentre que un 39% es produeixen dins d'un hospital. L'aturada cardíaca es fa més freqüent amb l'edat i afecta més sovint els homes que les dones.
El percentatge de persones que sobreviuen a una aturada cardíaca extrahospitalària amb tractament pels serveis mèdics d'emergència és d'aproximadament el 8%. Tanmateix, els mitjans de ficció als Estats Units sovint han mostrat que la taxa de supervivència immediata de l'aturada cardíaca excessivament alta. Això pot contribuir a les expectatives mal informades dels esforços de reanimació del públic en general. Aquestes representacions també poden contribuir al desig d'un pacient o dels responsables mèdics de prendre mesures agressives. No obstant això, s'ha demostrat que molts dels malalts crítics són menys propensos a triar la reanimació quan se'ls dona informació precisa sobre les seves limitacions.
En cas que la reanimació cardiopulmonar tingui èxit, la recuperació completa no està garantida, ja que molts supervivents experimenten una sèrie de discapacitats, inclosa la paràlisi parcial; convulsions; dificultat per caminar, parlar o memòria; consciència limitada; o estat vegetatiu persistent i mort cerebral.